# Sean McLoughlin
Sean Desmond McLoughlin, né le 13 novembre 1996 à Cork en république d'Irlande, est un footballeur irlandais qui évolue au poste de défenseur avec les Blackburn Rovers.

## Biographie
Né à Cork en république d'Irlande, Sean McLoughlin réalise ses débuts en faveur de Cork City en octobre 2017.
Le 26 juillet 2019, il rejoint Hull City. Initialement, il est prêté à St Mirren.